# 언힌지드
《언힌지드》(영어: Unhinged)는 2020년 개봉한 미국의 스릴러 영화이다. 러셀 크로, 캐런 피스토리어스, 게이브리얼 베이트먼, 지미 심프슨, 오스틴 P. 매켄지 등이 출연했다.

## 줄거리
영화는 픽업 트럭을 타고 전 아내 집에 온 톰이 전 아내와 남자친구를 도끼로 살해하고 집을 불태우는 장면으로 시작한다.
다음 날 아침 이혼이 임박한 레이철은 아들 카일을 학교에 데려다주는 길에 고객에게 전화로 해고를 당한다. 좌절하고 있던 레이철은 앞 차량을 운전하는 톰이 녹색불인데도 움직이지 않자 경적을 울린다. 톰은 레이철에게 다가와 사과를 한 뒤 레이철 역시 자신에게 사과하길 요구한다. 그러나 레이철은 자신에겐 사과할 이유가 없다며 거절하고, 이에 톰이 잔인하게 복수하기 시작하는데...

## 출연
- 러셀 크로 - 톰 쿠퍼 역
- 캐런 피스토리어스 - 레이철 헌터 역
- 게이브리얼 베이트먼 - 카일 헌터 역
- 지미 심프슨 - 앤디, 레이철의 변호사 친구 역
- 오스틴 P. 매켄지 - 프레드 퍼비스 역: 레이철의 남동생.
- 줄리엔 조이너 - 메리 역: 프레드의 약혼자.
- 앤 레이턴 - 데버라 해스컬 역
- 마이클 파퍼존 - 호머 역
- 루시 파우스트 - 로지 역
- 데빈 A. 타일러 - 에이어스 부인 역

## 같이 보기
- 로드 레이지